# Bolesław Polnar
Bolesław Polnar (ur. 30 czerwca 1952 w Opolu, zm. 10 lutego 2014 tamże), syn Michała i Marii Polnar– polski grafik, malarz, pedagog Liceum Sztuk Plastycznych im. Jana Cybisa w Opolu. Wypowiadał się w malarstwie i rysunku, projektował także plakaty oraz scenografie teatralne. Studiował w Akademii Sztuk Pięknych im. Jana Matejki w Krakowie (1972–1977), gdzie zdobył dyplom z grafiki w pracowni prof. Włodzimierza Kunza.

## Wystawy
Indywidualne

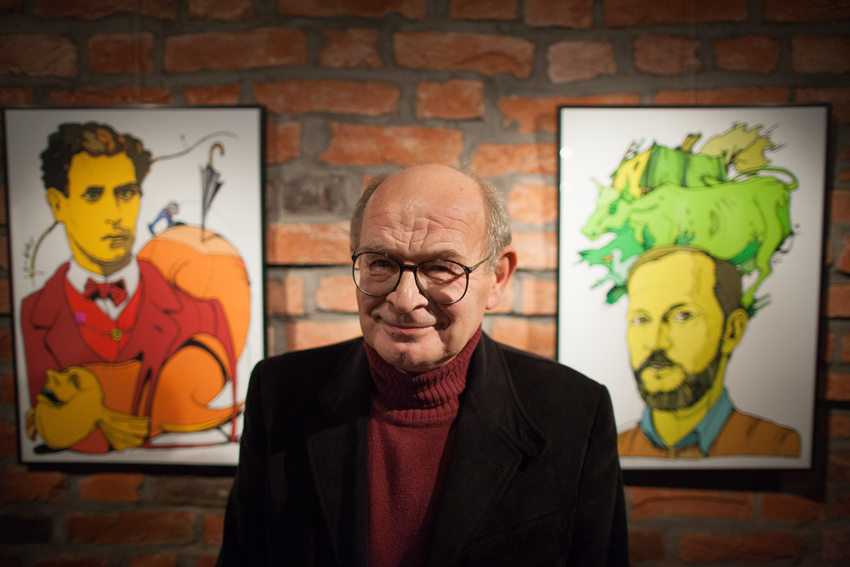
Polnar podczas wystawy w grudniu 2013 r.

- 1979 "Trzynaście obrazów" (Galeria KZT, Opole)
- 1980
  - plakat, rysunek (Teatr Dramatyczny im. Jana Kochanowskiego w Opolu)
  - malarstwo (BWA, Opole)
- 1983
  - "Śmierć iluzjonisty" (Galeria PSP, Opole)
  - Malarstwo i plakat (Oldenburg, Niemcy)
- 1984 "Mycie zębów" (Galeria PSP, Opole)
- 1985 malarstwo (Poczdam, Brandenburg, Luckenwalde, Niemcy)
- 1986 malarstwo (Teatr im. Adama Mickiewicza, Częstochowa)
- 1987
  - malarstwo (BWA, Opole)
  - malarstwo (BWA, Racibórz)
  - malarstwo (BWA, Bytom)
  - "Kaprysy" (Galeria PSP, Opole)
- 1988
  - plakat (Stary Teatr im. Heleny Modrzejewskiej w Krakowie)
  - Carrofour des art. (Paryż, Francja)
  - malarstwo, plakat (Klub Akademicki WSP, Opole)
- 1989 malarstwo (Galleri 7, Helsingborg, Szwecja)
- 1990
  - malarstwo (Galeria Fietz, Schwäbisch Hall, Niemcy)
  - malarstwo (Studio "Dvore", Duren, Niemcy)
- 1991
  - malarstwo (Kaiser studio, Reutlingen, Niemcy)
  - malarstwo (Trojanowska Gallery, San Francisco, USA)
  - malarstwo (BWA, Opole)
  - malarstwo (BWA, Kraków)
- 1992
  - "Głowy, maski, miny" (Galeria Brama, Gliwice)
  - "Malarze i modelki" (Galeria Autor, Opole)
  - malarstwo (Trojanowska Gallery, San Francisco, USA)
- 1993
  - malarstwo i plakat (Galeria Pol Art., Montpellier, Francja)
  - malarstwo (Bourg-en-Bresse, Francja)
  - "Obrazy na temat..." (Galeria ARS, Prudnik)
  - Plakat (Brzeskie Centrum Kultury)
  - Malarstwo (Zamek Piastów Śląskich w Brzegu)
- 1994
  - malarstwo i plakat (Teatr Śląski im. Stanisława Wyspiańskiego, Katowice)
  - "Taki teatr" (Galeria Autor, Opole)
  - "Maski i miny" (Teatr Miejski w Ostrawie, Czechy)
- 1995
  - malarstwo (Galeria Skalna, Strzelin)
  - malarstwo (Galeria Credit Agricole, Chartres, Francja)
- 1996
  - "Hommage a Frederico Fellini" (PII Gallery Philadelphia International Institute, Skulski Art. Gallery, Clark Nowy Jork, USA)
  - Konsulat Generalny RP (Nowy Jork, USA)
  - Ambasada RP (Waszyngton, USA)
  - Malarstwo (Galeria Centre Europeen D`art., Paryż, Francja)
- 1997
  - "Mleczko piękności czyli malarze i modelki" (Galeria Autor, Opole)
  - plakat (Klub Akademicki Uniwersytetu Opolskiego, Opole)
- 1998
  - Schawäbisch Hall (Niemcy)
  - malarstwo (Goethe Institut, Niemcy)
- 1999 malarstwo (Galeria Skalna, Strzelin)
- (2007) malarstwo - Opole, Galeria Sztuki Współczesnej

Zbiorowe
- 1977
  - V Ogólnopolski Konkurs im. J. Spychalskiego (Poznań)
  - VIII Ogólnopolski Konkurs im. J. Spychalskiego (Poznań)
- 1978 Festiwal Polskiego Malarstwa Współczesnego (Szczecin)
- 1980
  - Ogólnopolska Wystawa Malarstwa Młodych im. W. Cwenarskiego (Wrocław)
  - V Ogólnopolski Konkurs im. J. Spychalskiego (Poznań)
  - VIII Ogólnopolski Konkurs im. J. Spychalskiego (Poznań)
- 1984
  - International Mail Art. Exhibition (Budapeszt, (Węgry)
  - Polsky Divadelny Plakat a Kostyn (Bratysława, Słowacja)
  - Festiwal Polskiego Malarstwa Współczesnego (Szczecin)
- 1985 Biennale Plakatu Polskiego (Katowice)
- 1987
  - I Biennale Plakatu Teatralnego Młodych (Rzeszów)
  - Biennale Plakatu Polskiego (Katowice)
- 1988
  - XII Prix International D`art. Contemporain De Monte Carlo (Monako)
  - Arsenał '88 (Warszawa)
- 1989
  - Wystawa Plastyki Środowiska Opolskiego (Mülheim, Niemcy)
  - Biennale Plakatu Polskiego (Katowice)
- 1997 II Triennale Autoportretu (Radom)

## Nagrody i wyróżnienia
- 1978
  - I nagroda, Ogólnopolski Konkurs Na Obraz im. J. Spychalskiego (Poznań)
  - Wyróżnienie, XVI Ogólnopolski Konkurs Malarstwa "Bielska Jesień" (Bielsko-Biała)
- 1982 Nagroda Wydziału Kultury U.W. "Wiosenny Salon Malarstwa" (Opole)
- 1988 Nagroda Towarzystwa Przyjaciół Opola "Salon Jesienny" (Opole)
- 1990 Nagroda Prezydenta Miasta Opola "Salon Jesienny" (Opole)
- 1993 Wojewódzka nagroda artystyczna za rok 1992 (Opole)
- 2023 Brązowy Medal „Zasłużony Kulturze Gloria Artis”[3]

## Prace w zbiorach
- Opole
  - Muzeum śląska Opolskiego
  - Galeria Teatru im. J. Kochanowskiego
- Kraków
  - Muzeum Teatru Starego
  - Galeria Plakatu
- Galeria Teatru im. S. Wyspiańskiego (Katowice)
- Muzeum Plakatu Polskiego (Warszawa)
- Kolekcje prywatne obrazów autora (Francja, Niemcy, Wielka Brytania, USA)
- Pigasus – Polish Poster Gallery (Berlin)